# Pavel Sergeevich Aleksandrov
Pavel Sergeyevich Aleksandrov (Tiếng Nga: Павел Сергеевич Александров), còn được gọi là Aleksandroff hoặc Aleksandrov (7 tháng 5 năm 1896 - 16 tháng 11 năm 1982), là một nhà toán học Liên Xô - Nga. Ông đã viết khoảng ba trăm tài liệu, có đóng góp quan trọng để xây dựng lý thuyết tập hợp và tôpô.
Trong lý thuyết tôpô, compact hóa Alexandroff và tôpô Aleksandrov được đặt theo tên của ông.
Aleksandrov từng sinh viên tại trường Đại học Quốc gia Moskva, ông là học trò của Dmitri Egorov và Nikolai Luzin. Vào năm 1923 và 1924, ông cùng với Pavel Urysohn, đến thăm Đại học Göttingen. Sau khi nhận được bằng tiến sĩ vào năm 1927, ông tiếp tục làm việc tại trường Đại học Moskva và cũng tham gia vào Viện Toán học Steklov. Từ năm 1953, ông là thành viên của Viện khoa học Nga.
Ông và Andrey Kolmogorov là đôi bạn tri kỷ suốt đời. Ông nói rằng giữa 2 người không bao giờ có tranh cãi xích mích, không có sự hiểu lầm, và cả hai đều rất hiểu nhau, cùng chung suy nghĩ, triết lý và đồng cảm về quan điểm của nhau. Theo một số nhà nghiên cứu, giữa hai người đã có một mối quan hệ tình dục đồng giới trong những năm 1930, nhưng một số người khác phủ nhận điều này và cho rằng tin đồn này được lan truyền trong những năm 1950 nhằm có cớ đem họ đi cải tạo như những người tham gia vào vụ Luzin.
Aleksandrov cũng tham gia tích cực trong các hoạt động chính trị phản đối vụ Luzin (1936).
Các nhà toán học Nga như Aleksandr Kurosh, Lev Pontryagin và Andrey Tychonoff từng là học trò của Aleksandrov.
Pavel Aleksandrov không nên nhầm lẫn với Aleksandr Danilovich Aleksandrov, một nhà toán học tại Viện Steklov.